# Carlo Conti Rossini
Carlo Conti Rossini, né à Salerne le 25 avril 1872, mort à Rome le 21 août 1949, est un haut fonctionnaire et un orientaliste italien, spécialiste de l'Éthiopie.

## Biographie
Né à Salerne de parents d'origine piémontaise, il perdit prématurément son père ingénieur civil et entra dans la fonction publique à dix-neuf ans. Il fit des études de droit à l'Université La Sapienza et décrocha un doctorat en 1894. Cependant il manifesta très tôt une passion pour l'orientalisme : étant encore lycéen, il étudia par lui-même le copte dans une grammaire trouvée à la bibliothèque municipale de Chieti. Dès son arrivée à La Sapienza en 1890, il suivit les cours d'Ignazio Guidi, qui y assurait depuis 1885 un enseignement d'histoire et langues abyssiniennes (créé en liaison avec la conquête de l'Érythrée par l'Italie). Il mena à partir de là une double carrière de haut fonctionnaire et d'orientaliste spécialiste des cultures éthiopiennes.

### Carrière administrative
Envoyé en Érythrée en 1899, il y remplit la fonction de directeur des affaires civiles (c'est-à-dire secrétaire général du gouvernement colonial) de 1900 à 1903. De 1907 à 1910, il fut représentant à Paris du ministère italien des finances. Entre avril 1914 et octobre 1915, il fut secrétaire général des affaires politiques et civiles en Tripolitaine. Directeur général du Trésor de 1917 à 1925, il participa à ce titre aux négociations financières internationales menées à la fin de la Première Guerre mondiale. Il fut nommé conseiller d'État en 1925, et fut aussi longtemps vice-président, et brièvement président en 1943, de la Banca Nazionale del Lavoro.

### Carrière scientifique
Dans le domaine académique, Carlo Conti Rossini fut « un éthiopisant complet, possédant à fond tous les dialectes anciens et modernes de cette partie de l'Afrique, avec en outre une connaissance approfondie de tout ce qui a pu être écrit sur l'Éthiopie et sur les régions voisines, chamitisant autant que sémitisant, au courant de la littérature religieuse comme du folklore, de la paléographie comme de l'archéologie et de l'histoire médiévale et moderne et aussi des méthodes de la linguistique comparée, de l'anthropologie et de la statistique ». Lorsqu'Ignazio Guidi prit sa retraite de La Sapienza en 1919, il lui succéda comme chargé des cours d'histoire et de langues d'Abyssinie et assura cet enseignement jusqu'en 1949. Correspondant de l'Académie des Lyncéens en 1914, il en devint membre de plein exercice en 1921 (puis en 1939 de l'Académie d'Italie par laquelle la précédente fut alors absorbée). En 1948, il fut élu vice-président de l'Académie des Lyncéens rétablie. De 1947 à 1949, il fut également vice-président de l'Institut italien d'anthropologie.
En France, il fut correspondant étranger de l'Académie des inscriptions et belles-lettres à partir de 1921, correspondant de l'Académie des sciences coloniales (actuelle Académie des sciences d'outre-mer) dès sa fondation en 1922, et chevalier de la Légion d'Honneur.
En 1941, il fonda, puis dirigea jusqu'à sa mort, la revue savante Rassegna di studi etiopici, aujourd'hui dirigée par Paolo Marrassini et éditée par l'Université L'Orientale, de Naples.
Sa bibliothèque et sa précieuse collection de monnaies hellénistiques, romaines et éthiopiennes furent léguées par testament à l'Académie des Lyncéens.

## Publications

### Éditeur scientifique
- (éd.), « Il Gadla Takla Haymanot secondo la redazione Waldebbana », Memorie della Reale Accademia dei Lincei, classe di scienze morali, storiche e filologiche, ser. 5, n° 2, 1896, p. 97-143.
- (éd.) Vitæ sanctorum antiquiorum. I : Acta Yared et Pantalewon, Corpus Scriptorum Christianorum Orientalium, vol. 26-27 (Scriptores Æthiopici, vol. 9-10), Paris, 1904.
- (éd.) Vitæ sanctorum indigenarum. I : Acta Marqorewos, CSCO, vol. 33-34 (Scriptores Æthiopici, vol. 16-17), Paris, 1904.
- (éd.) Vitæ sanctorum indigenarum. Fasc. I : Acta S. Basalota Mika'el et S. Anorewos, CSCO, vol. 28-29, (Scriptores Æthiopici, vol. 11-12), Paris, 1905.
- (éd.) Historia regis Sarsa Dengel (Malak Sagad), CSCO, vol. 20-21 (Scriptores Æthiopici, vol. 3-4), Paris, 1907.
- (éd.) Documenta ad illustrandam historiam. I : Liber Axumæ, CSCO, vol. 54-58 (Scriptores Æthiopici, vol. 24-27), Paris, 1909-1910.
- (éd.) Vitæ sanctorum indigenarum. I : Acta S. Abakerazun. II : Acta Takla Hawaryat, CSCO, vol. 56-57, (Scriptores Æthiopici, vol. 25-26), Paris, 1910.
- (éd., avec Sigrun Jäger), Vitæ sanctorum indigenarum. I : Acta S. Walatta Petros. II : Miracula S. Zara-Buruk, CSCO, vol. 68 (Scriptores Æthiopici, vol. 30), Paris, 1912.
- (éd., avec Lanfranco Ricci), Il Libro della Luce del Negus Zar'a Ya'qob (Mashafa Behran). I, CSCO, vol. 250-251, (Scriptores Æthiopici, vol. 47-48), Louvain, 1964-1965.
- (éd., avec Lanfranco Ricci), Il Libro della Luce del Negus Zar'a Ya'qob (Mashafa Behran). II, CSCO, vol. 261-262 (Scriptores Æthiopici, vol. 51-52), Louvain, 1965.

### Auteur
- Ricordo di un soggiorno in Eritrea, Asmara, Tipografia della Missione Svedese, 1903.
- Racconti e conti bileni, Paris, E. Leroux, 1907.
- Les listes des rois d'Aksoum, Paris, Imprimerie nationale, 1909.
- Studi su popolazioni dell' Etiopia, Rome, Casa Editrice Italiana, 1914.
- Principi di diritto consuetudinario dell' Eritrea, Rome, Tipografia dell' Unione Editrice, 1916.
- Notices sur les manuscrits éthiopiens de la collection d'Abbadie.

« Notice sur les manuscrits éthiopiens 1-6 de la collection d'Abbadie (I) », Journal asiatique, vol. 19,‎ 1912, p. 551-578 (lire en ligne sur Gallica).
« Notice sur les manuscrits éthiopiens 7-55 de la collection d'Abbadie (II) », Journal asiatique, vol. 20,‎ 1912, p. 5-72 (lire en ligne sur Gallica).
« Notice sur les manuscrits éthiopiens 121-203 de la collection d'Abbadie (IV) », Journal asiatique, vol. 2,‎ 1913, p. 5-64 (lire en ligne sur Gallica).
« Notice sur les manuscrits éthiopiens 204-253 de la collection d'Abbadie (V) », Journal asiatique, vol. 6,‎ 1915, p. 189-238 (lire en ligne sur Gallica).
- Expéditions et possessions des Habasat en Arabie, Paris, Imprimerie nationale, 1921.
- Storia d'Etiopia. Parte prima : Dalle origini all'avvento della dinastia Salomonide, Collezione di monografie a cura del Ministero delle Colonie, I, Milan, A. Lucini, 1928.
- L'Abissinia, Rome, Cremonese, 1929.
- Chrestomathia arabica meridionalis epigraphica, Rome, Istituto per l'Oriente, 1931.
- Italia ed Etiopia dal trattato d'Uccialli alla battaglia d'Adua, Rome, Istituto per l'Oriente, 1935.
- Etiopia e genti di Etiopia, Florence, R. Bemporad, 1937.
- Lingua tigrina : grammatiche e lessici delle lingue dell' Africa italiana, a cura dell' Ufficio studi del Ministerio dell Africa italiana, Milan, A. Mondadori, 1940.
- Grammatica elementare della lingua etiopica, Rome, Istituto per l'Oriente, 1941.
- Proverbi, tradizioni e canzoni tigrine, Verbiani, Airoldi, 1942.
- « La regalità sacra in Abissinia e nei regni dell' Africa centrale ed occidentale », Studi e materiali di storia delle religioni, vol. 21, 1947-1948, p. 12-31.